# Irene Portela
Irene Portela (Codó, 29 de junho de 1945 - 17 de setembro de 1999) foi uma cantora, compositora e violonista brasileira. Oriunda do Maranhão, destacou-se na música popular brasileira (MPB), especialmente pelo seu álbum Rumo Norte, lançado em 1979 pela gravadora Discos Marcus Pereira. Este selo era notório pela sua dedicação à divulgação e preservação da música regional brasileira, o que contextualiza a obra de Portela como parte de um movimento de valorização das identidades culturais do país, muitas vezes à margem do circuito comercial principal. Sua obra é marcada pela influência de suas raízes nordestinas e por colaborações com diversos artistas da MPB.

## Biografia

### Nascimento e Origens
Irene Portela nasceu na cidade de Codó, no estado do Maranhão, em 29 de junho de 1945. Sua origem maranhense é um traço fundamental para a compreensão de sua identidade musical, que frequentemente reflete as ricas tradições culturais e sonoras do Nordeste brasileiro. A escassez de informações detalhadas sobre sua infância e formação musical inicial nas fontes consultadas é um fenômeno comum para artistas que emergiram fora dos grandes centros ou através de selos independentes, onde a documentação biográfica extensiva nem sempre era prioridade ou facilmente preservada em arquivos digitais acessíveis atualmente. Presume-se, contudo, uma vivência imersa na cultura popular local, que teria moldado sua sensibilidade artística.

### Carreira Musical
A trajetória de Irene Portela no cenário musical brasileiro se evidencia a partir da década de 1970. Em busca de maiores oportunidades e inserção no meio artístico, mudou-se para São Paulo, onde viveu por mais de duas décadas, um centro efervescente da produção musical brasileira. Esta mudança provavelmente facilitou seu contato com gravadoras e outros artistas, culminando no desenvolvimento de sua carreira fonográfica.
Seu trabalho mais proeminente é o álbum Rumo Norte, lançado em 1979 pela Discos Marcus Pereira (com o número de catálogo MPL 9393). Este LP é considerado um marco em sua discografia e reflete sua imersão nas sonoridades do Norte e Nordeste do Brasil. A escolha da Discos Marcus Pereira para o lançamento deste álbum é significativa; o selo era conhecido por seu compromisso com a autenticidade cultural e a música regional, muitas vezes priorizando o valor artístico e documental sobre o potencial comercial imediato. Assim, a associação de Portela com a gravadora sugere um alinhamento com essa filosofia, posicionando-a como uma representante das tradições musicais de sua região. Antes mesmo do LP solo, Irene Portela participou do 1º Festival Universitário da Música Popular Brasileira, em 1979, com a canção "Sonho das Águias", de sua autoria com Joãozinho, lançado em álbum pela gravadora Continental, indicando um reconhecimento inicial de seu talento.
Ao longo de sua carreira, Irene Portela também contribuiu como compositora para outros artistas e participou de projetos coletivos significativos. Em 1980, Ana de Hollanda gravou suas composições "Três Marias" e "Ciranda" no LP Ana de Hollanda. Sua participação no álbum Tributo a Marcus Pereira (1982), interpretando "De Teresina a São Luís" (de João do Vale e Helena Gonzaga), reforça sua ligação com o legado da gravadora. Outras participações incluem o álbum História da Música Popular Brasileira - Série Grandes Compositores - João do Vale (1983), da Abril Cultural, e colaborações com] nos álbuns Coração de Índio (1983), onde coescreveu "Boi Encantado do Maranhão", e Canto Forte - Coro da Primavera (1980). Estas colaborações e participações a inserem em um circuito de artistas frequentemente associados a uma MPB mais tradicional, regional ou com engajamento político-cultural, distinto do pop puramente comercial. Os artistas com quem colaborou e os projetos dos quais fez parte (homenagens a figuras culturais como João do Vale e Marcus Pereira) sugerem uma comunidade artística que valorizava a profundidade cultural e a expressão regional.
Como violonista, sua habilidade instrumental complementava suas performances vocais e composições, embora detalhes específicos sobre sua técnica ou formação no violão não sejam extensivamente cobertos nas fontes disponíveis.

### Falecimento
Irene Portela faleceu em 17 de setembro de 1999, aos 54 anos, no município de Itapecerica da Serra. A dificuldade em localizar obituários detalhados em fontes de grande circulação nos materiais pesquisados pode refletir os desafios na documentação da vida de artistas que, embora reconhecidos em nichos específicos, não mantiveram uma presença constante na mídia hegemônica, especialmente em um período anterior à digitalização massiva de arquivos de jornais.

## Obra
A obra de Irene Portela é caracterizada pela fusão de elementos da música popular brasileira com as tradições musicais de sua região natal, o Maranhão, e do Nordeste em geral. Seu estilo é frequentemente associado à música folk, música regional e MPB de raiz, como evidenciado pelo catálogo da Discos Marcus Pereira e pelas temáticas de suas canções, que frequentemente evocam paisagens, personagens e ritmos nordestinos.

### Discografia

#### Álbuns de Estúdio
- Rumo Norte  (1979), LP, (catálogo MPL 9393). Relançado posteriormente em CD.[4][3]

Este álbum é um documento sonoro fundamental da obra de Irene Portela, apresentando tanto suas composições autorais quanto interpretações de clássicos da música nordestina. A seleção de faixas demonstra sua versatilidade e seu profundo conhecimento das tradições musicais que representa.

#### Participações
Além de seu álbum solo, Irene Portela participou de diversos outros projetos fonográficos, demonstrando sua integração e trânsito no meio musical:
- LP ANA DE HOLLANDA (1980, Philips): Compositora das faixas "Três Marias" e "Ciranda".[6]
- LP 1º Festival Universitário da Música Popular Brasileira (1979, Continental): Intérprete da canção "Sonho das Águias" (Irene Portela/Joãozinho).[5]
- LP Canto Forte - Coro da Primavera (1980, Independente): Participação.[5]
- LP Tributo a Marcus Pereira (1982, Discos Marcus Pereira): Intérprete da faixa "De Teresina a São Luís" (João do Vale / Helena Gonzaga).[2][5]
- LP História da Música Popular Brasileira - Série Grandes Compositores - João do Vale (1983, Abril Cultural): Intérprete de "De Teresina a São Luís".[5]
- LP Coração de Índio (1983, Eldorado): Participação e coautoria em "Boi Encantado do Maranhão" (Dércio Marques / Irene Portela).[5]
- LP Bailarina (1987, EMI): Participação na faixa "História Antiga" (Dori Caymmi / Paulo Cesar Pinheiro).[5]
- LP/CD Carrancas (1989, Independente) - Vários Artistas: Intérprete e compositora (com Nécio) de "Corujinha".[5]

A natureza dessas participações - em tributos, projetos de pesquisa folclórica ou álbuns de artistas com forte viés cultural - reforça a percepção de Irene Portela como uma artista alinhada com a vertente mais "de raiz" da MPB.

### Composições
Irene Portela foi uma compositora ativa, com canções gravadas por ela mesma e por outros intérpretes. Sua capacidade de composição é um aspecto central de sua contribuição artística, estendendo sua influência para além de suas próprias performances. O fato de artistas como Ana de Hollanda, Paulo Lepetit e Kátya Teixeira terem gravado suas músicas sinaliza um respeito por seu talento como compositora dentro de círculos específicos da MPB, frequentemente aqueles mais voltados para a pesquisa e a inovação estética baseada em tradições populares.

### Colaborações Notáveis
Irene Portela colaborou com diversos parceiros musicais ao longo de sua carreira, enriquecendo sua obra e a de outros artistas. A identificação de parceiros frequentes ajuda a mapear seu ecossistema criativo:
- Nécio: Figura como um importante parceiro em várias composições do álbum Rumo Norte, como "Sanharó" e "Até Quando", além da música "Corujinha", gravada no álbum Carrancas.[3][5] A recorrência de seu nome sugere uma parceria criativa significativa durante a fase de produção de seu principal álbum.
- Paulo Lepetit: Coautor da canção "Palomares", registrada no álbum Saculeja (1998) de Lepetit.
- Joãozinho: Parceiro na composição de "Sonho das Águias".[5]
- Ricardo Gouveia: Coautor de "Folha Verde".[3]
- R. Parreira: Coautor de "Na Hera dos Muros".[3]
- Durval de Souza: Coautor de "Lua Peixe".[3]

## Legado e Reconhecimento Crítico
O legado de Irene Portela reside principalmente na autenticidade de sua expressão musical, que trouxe as sonoridades do Maranhão e do Nordeste para um público mais amplo através de seu trabalho com a Discos Marcus Pereira. O álbum Rumo Norte é frequentemente lembrado como um exemplar da proposta cultural da gravadora, que visava documentar e divulgar a diversidade da música brasileira. Esta gravadora desempenhou um papel crucial na carreira de Portela, fornecendo uma plataforma para uma artista cuja música talvez não se encaixasse nos moldes comerciais predominantes da época.
A pesquisadora Aline Mara de Oliveira e Marques, em sua dissertação que cita o livro Finas flores: Mulheres letristas na canção brasileira (2015) de Jorge Marques, aponta Irene Portela, ao lado de outras compositoras nordestinas como Cátia de França, como artistas que, apesar de apresentarem "produções com um elevado nível de elaboração", não se mantiveram no circuito comercial da música brasileira. Esta análise contextualiza a carreira de Portela dentro de um fenômeno mais amplo de artistas femininas cuja obra, embora valorizada artisticamente, encontrou dificuldades de inserção e permanência no mercado fonográfico dominado por outras lógicas. A trajetória de Portela, assim, exemplifica a dicotomia frequentemente observada na música brasileira entre valor cultural/autenticidade e sucesso comercial. Artistas como ela, promovidos por selos com forte viés cultural, muitas vezes conquistam um legado duradouro entre conhecedores e pesquisadores pela integridade artística e contribuição para a preservação de expressões culturais diversas, mesmo sem alcançar fama massiva.
Regionalmente, sua música continua a ser lembrada, como indicam menções em blogs e publicações dedicadas à música maranhense, que destacam, por exemplo, o álbum Rumo Norte como o veículo que popularizou a canção "De Teresina a São Luís". A presença de seu perfil e discografia em bases de dados especializadas como o Instituto Memória Musical Brasileira (IMMuB), o Dicionário Cravo Albin da Música Popular Brasileira e o Discogs, apesar de uma fama não massificada, indica um nível persistente de reconhecimento dentro de comunidades e arquivos musicais dedicados. Essas plataformas desempenham um papel crucial na preservação da memória de artistas como Portela, cujo impacto cultural transcende as métricas de sucesso comercial.